# Goldenes Kalb (Filmpreis)/Bester Schnitt
Das Goldene Kalb für den besten Schnitt (Gouden Kalf voor de beste montage) honoriert beim jährlich veranstalteten Niederländischen Filmfestival den besten Schnitt eines Wettbewerbsfilms. Die Auszeichnung wurde erstmals im Jahr 2003 verliehen. Über die Vergabe des Preises stimmt eine Wettbewerbsjury ab.
Sowohl 2018 als auch 2019 wurde der Preis posthum verliehen.

## Preisträger
| Jahr | Preisträger                                                     | Film                                 | Deutscher Verleihtitel                                            |
| ---- | --------------------------------------------------------------- | ------------------------------------ | ----------------------------------------------------------------- |
| 2003 | Peter Alderliesten                                              | Phileine zegt sorry                  |                                                                   |
| 2004 | Mario Steenbergen                                               | The Last Victory                     | Il Palio - Das Rennen von Siena, Im Bann des Palio (Verweistitel) |
| 2005 | Sander Vos                                                      | Paradise Now                         | Paradise Now                                                      |
| 2006 | Menno Boerema, Albert Elings, Eugenie Jansen und Chris van Oers | Jungle Rudy, Kroniek van een familie |                                                                   |
| 2007 | Herman P. Koerts                                                | Kruistocht in spijkerbroek           | Kreuzzug in Jeans                                                 |
| 2008 | Robert Jan Westdijk                                             | Het echte leven                      |                                                                   |
| 2009 | Esther Rots                                                     | Kan Door Huid Heen                   |                                                                   |
| 2010 | Job ter Burg                                                    | Tirza                                |                                                                   |
| 2011 | Sander Vos                                                      | Black Butterflies                    |                                                                   |
| 2012 | JP Luijsterburg                                                 | De Heineken Ontvoering               |                                                                   |
| 2013 | Katherina Wartena                                               | Boven is het stil                    |                                                                   |
| 2014 | Boudewijn Koole                                                 | Happily Ever After                   |                                                                   |
| 2015 | Mieneke Kramer                                                  | Prins                                |                                                                   |
| 2016 | Sander Vos                                                      | Full contact                         |                                                                   |
| 2017 | Sander Vos                                                      | Tonio                                |                                                                   |
| 2018 | Wouter van Luijn                                                | Wij                                  |                                                                   |
| 2019 | Menno Boerema                                                   | Het wonder van le petit prince       |                                                                   |